# HD 9484
HD 9484，又名BD-09 298，SAO 129363、HR 444，是一颗恒星，视星等为6.59，位于銀經153.38，銀緯-69.39，其B1900.0坐标为赤經1h 28m 4.3s，赤緯-9° -69.39′ 44″。